# Șerbănești (okręg Vâlcea)
Șerbănești – wieś w Rumunii, w okręgu Vâlcea, w gminie Lăpușata. W 2011 roku liczyła 252 mieszkańców.